# Potentiel newtonien
La notion de potentiel est une notion essentiellement mathématique. Elle s’introduit non seulement en mécanique mais aussi dans bien d’autres domaines de la science comme la physique, l’électricité ou encore la thermodynamique.  
On appelle potentiel newtonien tout potentiel scalaire « en {\displaystyle {\tfrac {1}{r}}} ».

## Expression analytique du travail élémentaire d’une force
Dans cet article, on a muni le plan ou l'espace d'un repère orthonormal dans lequel toutes les coordonnées sont exprimées. Tout point y possède des coordonnées du type (x,y,z).
Soit F, une force appliquée au point P (x,y,z). Projetons la force {\displaystyle {\overrightarrow {F}}} :
{\displaystyle {\vec {F}}={\begin{pmatrix}X\\Y\\Z\end{pmatrix}}}.
Supposons que P se déplace d'une longueur infinitésimale « {\displaystyle {\vec {dl}}} » qui se projette sur les trois axes en « dx », « dy » et « dz ».
Le travail élémentaire de {\displaystyle {\overrightarrow {F}}} est égal à :
{\displaystyle \mathrm {d} W=X\mathrm {d} x+Y\mathrm {d} y+Z\mathrm {d} z}.
dW est la « différentielle totale » d’une fonction de force que nous nommerons {\displaystyle U(x,y,z)}.
Le travail total de P à P' est :
{\displaystyle W=\int _{p}^{p'}X\mathrm {d} x+Y\mathrm {d} y+Z\mathrm {d} z}.

## Champ de force
Un champ de force est défini lorsqu’on connaît en chacun de ses points la valeur et le sens de la force appliquée :
{\displaystyle {\vec {F}}={\begin{pmatrix}X\\Y\\Z\end{pmatrix}}={\begin{pmatrix}f(x,y,z)\\g(x,y,z)\\h(x,y,z)\end{pmatrix}}}.
Dans le cas de la pesanteur, les lignes de forces sont sensiblement verticales :
{\displaystyle X=0,~Y=0{\text{ et }}Z=-mg}.

## Fonction de force et fonction potentielle
Le champ de force {\displaystyle {\overrightarrow {F}}} dérive de la fonction de force  {\displaystyle U(x,y,z)} :
{\displaystyle X\mathrm {d} x+Y\mathrm {d} y+Z\mathrm {d} z={\frac {\partial U}{\partial x}}\mathrm {d} x+{\frac {\partial U}{\partial y}}\mathrm {d} y+{\frac {\partial U}{\partial z}}\mathrm {d} z}.
On en déduit donc les projections de la force sur les trois axes {\displaystyle {\overrightarrow {F}}} :
{\displaystyle X={\frac {\partial U}{\partial x}},\quad Y={\frac {\partial U}{\partial y}},\quad Z={\frac {\partial U}{\partial z}}}.
Les forces {\displaystyle {\overrightarrow {F}}} du champ de forces dérivent  d’une fonction potentielle {\displaystyle V(x,y,z)}, égale à la fonction  {\displaystyle U(x,y,z)}, changée de signe :
{\displaystyle V(x,y,z)=-U(x,y,z)}.
On en déduit la relation suivante pour les projections de {\displaystyle {\overrightarrow {F}}} :
{\displaystyle X=-{\frac {\partial V}{\partial x}},\quad Y=-{\frac {\partial V}{\partial y}},\quad Z=-{\frac {\partial V}{\partial z}}}.

## Potentiel gravitationnel
On connaît la loi d'attraction universelle énoncée par Isaac Newton où la force varie en raison inverse du carré de la distance :
{\displaystyle f=G{\frac {mm'}{r^{2}}}}.
Considérons deux masses unités, l'une au point O (0,0,0) et l’autre au point P (x,y,z). Soit {\displaystyle r} la distance entre les centres de gravité des deux masses :
{\displaystyle r=\|{\overrightarrow {OP}}\|={\sqrt {x^{2}+y^{2}+z^{2}}}}.
Les dérivées partielles de cette fonction sont :
{\displaystyle {\frac {\partial r}{\partial x}}={\frac {1}{2{\sqrt {x^{2}+y^{2}+z^{2}}}}}.2x={\frac {x}{r}}}
et (de même)
{\displaystyle {\frac {\partial r}{\partial y}}={\frac {y}{r}},\quad {\frac {\partial r}{\partial z}}={\frac {z}{r}}}.
Celles de {\displaystyle U:={\frac {1}{r}}} sont donc :
{\displaystyle {\frac {\partial U}{\partial x}}={\frac {\mathrm {d} U}{\mathrm {d} r}}{\frac {\partial r}{\partial x}}=-{\frac {1}{r^{2}}}{\frac {x}{r}}=-{\frac {x}{r^{3}}}}
et (de même) :
{\displaystyle {\frac {\partial U}{\partial y}}=-{\frac {y}{r^{3}}},\quad {\frac {\partial U}{\partial z}}=-{\frac {z}{r^{3}}}}.
{\displaystyle {\frac {x}{r}}}, {\displaystyle {\frac {y}{r}}} et {\displaystyle {\frac {z}{r}}} sont les cosinus des angles que forme {\displaystyle {\overrightarrow {OP}}} avec les trois axes et {\displaystyle -{\frac {1}{r^{2}}}} est la force attractive (de signe moins car {\displaystyle {\overrightarrow {F}}} est dirigée vers l'origine « O »).
On calcule les dérivées partielles du second ordre en écrivant les dérivées premières {\displaystyle {\frac {\partial U}{\partial x}}=-x.r^{-3}} sous la forme d'un produit « {\displaystyle uv} ». On obtient ainsi :
{\displaystyle {\frac {\partial ^{2}U}{\partial x^{2}}}=v{\frac {\partial u}{\partial x}}+u{\frac {\partial v}{\partial x}}=-{\frac {1}{r^{3}}}+{\frac {3x^{2}}{r^{5}}}}
et (de même)
{\displaystyle {\frac {\partial ^{2}U}{\partial y^{2}}}=-{\frac {1}{r^{3}}}+{\frac {3y^{2}}{r^{5}}},\quad {\frac {\partial ^{2}U}{\partial z^{2}}}=-{\frac {1}{r^{3}}}+{\frac {3z^{2}}{r^{5}}}}.
En faisant la somme, on obtient finalement :
{\displaystyle -{\frac {3}{r^{3}}}+{\frac {3}{r^{5}}}(x^{2}+y^{2}+z^{2})=-{\frac {3}{r^{3}}}+{\frac {3}{r^{5}}}r^{2}=-{\frac {3}{r^{3}}}+{\frac {3}{r^{3}}}=0}
et l'on retrouve la relation trouvée par Laplace :
{\displaystyle {\frac {\partial ^{2}U}{\partial x^{2}}}+{\frac {\partial ^{2}U}{\partial y^{2}}}+{\frac {\partial ^{2}U}{\partial z^{2}}}=0},
équation que l'on note de manière compacte
{\displaystyle \Delta U=0}.